# Sălciile
Sălciile est une commune roumaine du județ de Prahova, dans la région historique de Valachie et dans la région de développement du Sud.

## Géographie
La commune de Sălciile est située dans le sud du județ, à la limite avec le județ de Ialomița, dans la plaine valaque, à 20 km au nord-ouest de Urziceni et à 52 km au sud-est de ploiești, le chef-lieu du județ.
La municipalité est composée du seul village de Sălciile.

## Politique
| Identité         | Période | Période  | Durée  |
| Identité         | Début   | Fin      | Durée  |
| ---------------- | ------- | -------- | ------ |
| Nistor Stan (d), | 2008    | En cours | 17 ans |

## Démographie
Lors du recensement de 2011, 97,78 % de la population se déclarent roumains (2,1 % ne déclarent pas d'appartenance ethnique et 0,1 % déclarent appartenir à une autre ethnie).
De plus, 97,89 % déclarent être chrétiens orthodoxes (2,1 % ne déclarent pas d'appartenance religieuse).

## Économie
L'économie de la commune repose sur l'agriculture.

## Communications

### Routes
La route régionale DJ102C se dirige vers Fulga et Mizil, la DJ102D va vers Boldești-Gradiștea. La route nationale DN1D Ploiești-Urziceni n'est qu'à quelques kilomètres de Sălciile.

## Lieux et monuments
- Sălciile, église des Sts Empereurs Constantin et Hélène du XVIIIe siècle.